# كأس كرواتيا 2001–02
كأس كرواتيا 2001–02 (بالكرواتية: Hrvatski nogometni kup 2001./02.)‏ هو الموسم 11 من كأس كرواتيا. أقيم خلال الفترة 13 أغسطس 2001 وحتى 23 مايو 2002، وأشرف على تنظيمه اتحاد كرواتيا لكرة القدم، وكان عدد الأندية المشاركة فيه 48، وفاز فيه نادي دينامو زغرب.